# フェアウェル (秋吉敏子＝ルー・タバキンビッグバンドのアルバム)
フェアウェル (Farewell) は、秋吉敏子＝ルー・タバキンビッグバンドのアルバムである。

## 収録曲
全て穐吉敏子の作編曲である。
1. アフター・ミスター・テン (After Mr. Teng)  - 8分45秒
2. ソング・フォー・ザ・ハーヴェスト (Song for the Harvest)  - 6分44秒
3. シェイズ・オブ・イエロー (Shades of Yellow)  - 6分9秒
4. 秋の海 (Autumn Sea)  - 8分43秒
5. フェアウェル（トゥ・ミンガス） (Farewell (to Mingus))  - 10分11秒

## 演奏メンバー
- バディ・チルダーズ (Buddy Childers)  - トランペット
- スティーヴン・ハフステッター (Steven Huffsteter)  - トランペット
- ラリー・フォード (Larry Ford)  - トランペット
- マイク・プライス (Mike Price)  - トランペット
- リック・カルヴァー (Rick Culver)  - トロンボーン
- ハート・スミス (Hart Smith)  - トロンボーン
- ブルース・ファウラー (Bruce Fowler)  - トロンボーン
- フィル・ティール (Phil Teele)  - バストロンボーン
- ダン・ヒギンズ (Dan Higgins)  - アルトサックス
- ゲイリー・フォスター (Gary Foster)  - アルトサックス
- ルー・タバキン (Lew Tabackin)  - テナーサックス、フルート
- ジョン・グロス (John Gross)  - テナーサックス
- ビル・バーン (Bill Byrne)  - バリトンサックス
- スティーヴ・ホートン (Steve Haughton)  - ドラム
- ボブ・ボウマン (Bob Bowman)  - ベース
- 穐吉敏子 - ピアノ